# Aegiphila martinicensis
Aegiphila martinicensis là một loài thực vật có hoa trong họ Hoa môi. Loài này được Jacq. mô tả khoa học đầu tiên năm 1767.